# Oriol Balmes i Bosch
Oriol Balmes i Bosch (Sant Quirze de Besora, 1927 - Barcelona, 1 de desembre de 2015) va ser un pintor català, membre dels Betepocs, grup pictòric format a Catalunya el 1943 per artistes que havien estudiat a la Llotja.
Va estudiar art a l'Acadèmia Baixas, a la Llotja i a l'Escola de Belles Arts de Barcelona.
Va ser membre dels Betepocs, un dels primers grups pictòrics que van aparèixer a Catalunya durant els primers anys de la postguerra.
Va establir com a norma no assistir a concursos o esdeveniments competitius. Malgrat l'escassetat d'exposicions, la seva obra és madura i vigorosa i d'una professionalitat indiscutible.
Es va dedicar intensament a la pintura mural al fresc, a més de la seva producció d'oli i guaix, treballant en nombrosos encàrrecs per a esglésies i entitats comercials de Madrid, Bilbao, Sevilla, EUA, Puerto Rico, etc.
En la seva obra predominen els temes de figures i natures mortes, amb un tractament constructiu i geometritzador deutor del cubisme i de la pintura de Picasso.
El rigor geomètric i la simplificació angular i intel·lectualitzada de les formes i els objectes no impedeixen que el pintor realitzi una captura penetrant del gest i desenvolupi de manera intuïtiva i lliure els recursos expressius del color.